# Загае-Смроковске
Зага́е-Смроко́вске (пол. Zagaje Smrokowskie) — село в Польше в сельской гмине Сломники Краковского повета Малопольского воеводства.

## География
Село располагается в 7 км от административного центра гмины города Сломники и в 25 км от административного центра воеводства города Краков.
В 1975—1998 годах село входило в состав Краковского воеводства.

## Население
По состоянию на 2013 год в селе проживало 296 человека.
| 2007 | 2013 |
| ---- | ---- |
| 299  | 296  |

| Перепись  | Всего   | Всего | Женщины | Женщины | Мужчины | Мужчины |
| --------- | ------- | ----- | ------- | ------- | ------- | ------- |
| Единицы   | человек | %     | человек | %       | человек | %       |
| Население | 296     | 100   | 152     | 51,35   | 144     | 48,65   |